# Guy Gilbert
Guy Gilbert (* 12. září 1935, Rochefort, Francie) je nekonformní francouzský římskokatolický kněz. Svůj život zasvětil zejména práci s mladými lidmi na okraji společnosti. Za svou činnost obdržel Řád čestné legie.

## Život
Guy Gilbert pochází z křesťanské rodiny, měl 14 sourozenců. Knězem chtěl být „vždycky“ – své povolání uslyšel ve 13 letech. V roce 1948 vstoupil do semináře v Alžírsku. Proti své vůli se musel účastnit alžírské války, v níž v letech 1954–1962 sloužil jako zdravotník. „Díky své službě v armádě jsem se rozhodl být knězem právě v Alžírsku. Z té země prakticky všichni křesťané utekli do Francie a zbylo tam jen muslimské obyvatelstvo. Cítil jsem, že právě pro službu v Alžírsku jsem povolán. A tak jsem se ocitl sám uprostřed muslimů, kde jsem se začal starat o tamní mládež, zvláště pak o tu její část, která žila na hraně zákona či rovnou za ní,“ uvedl Gilbert.
V Alžírsku zůstal do roku 1970. Pak se vrátil do Paříže, kde se opět soustředil na práci s mladými delikventy v 19. pařížském obvodu, kde žila početná komunita potomků Evropanů, narozených v Alžírsku. „Měl jsem tenkrát svoji motorku a spolu s dalšími kněžími jsme šli do ulic mezi mladé výtržníky a zlodějíčky... Setkal jsem se s násilím, které jsem do té doby vůbec neznal. Vyrůstal jsem v milující rodině..., kde nebylo po násilí ani stopy. Evangelium mne také nenaučilo násilí, ale lásce a jemnosti. A najednou jsem byl konfrontován s agresivitou,“ řekl Gilbert.
Později koupil rozpadlý statek v jižní Francii. Spolu s mladými lidmi zde vybudoval centrum, které jim má umožnit návrat do běžného života. Je to místo, kde pracují, starají se o zvířata, jsou v kontaktu s přírodou a mohou také rozvíjet sebe sama. Zájemci o život na statku se počítají na stovky, přijmout mohou každoročně jen deset. Výsledky považuje Gilbert za velice dobré, ačkoli k „zázračným znovuzrozením“ dochází jen málokdy: „Jsou to lidé, kteří nemají žádné vzdělání, často ani nechodí do školy, páchají nejrůznější kriminální činnost a nikdy nepocítili rodičovskou lásku.“
Otec Gilbert bývá často slyšet v rozhlase i televizi, napsal 36 knih. Nosí dlouhé rozpuštěné vlasy a většinou je k vidění v obnošené kožené bundě, kožených kalhotách a špičatých botách. Začal se tak oblékat před lety, když chtěl zapadnout mezi mladé na ulici, se kterými pracoval. Dnes už toto oblečení považuje skoro za svou uniformu. „Až na sobě jednou nebudu mít svoji koženou bundu, bude to znamenat, že jsem buď hodně nemocný, nebo už rovnou mrtvý,“ říká.
| „             | Setkat se s člověkem vždycky znamená potkat se s Ježíšem Kristem. Ale zvláště rád se potkávám s mládeží mezi 13 a 15 lety, protože tam se dá ještě něco zachránit. V dospělosti je na to už pozdě. | “ |
| — Guy Gilbert | |   |

## Ocenění
Někdejší francouzský prezident Jacques Chirac jmenoval Gilberta rytířem Řádu čestné legie. Vyznamenán byl také katolickým knězem Abbé Pierrem.

## Dílo

### Česky
v závorce uveden rok českého vydání
- Rodina, (2018), Portál, ISBN 978-80-262-1330-7.
- Čas žít, (2017), Portál, ISBN 978-80-262-1170-9.
- Pokora, (2016), Portál, ISBN 978-80-262-1023-8.
- Štěstí, (2015), Portál, ISBN 978-80-262-0813-6.
- Tváří v tvář utrpení (2014), Portál, ISBN 978-80-262-0606-4.
- Partnerství (2013), Portál, ISBN 978-80-262-0484-8 [4].
- Až do krajnosti (2012)
- Bratr vyvržených, Kněz na pařížské periferii. (2012), Portál, ISBN 978-80-262-0138-0.
- Srdce v ohni (2012), Portál, v origináli: Coeur de prêtre, coeur de feu, preklad: Kateřina Bodnárová, ISBN 978-80-262-0070-3 [5].
- Ať se ti život povede: Rady pro každý věk – od mladých po dinosaury (2012), Portál, ISBN 978-80-262-0157-1.
- Buďte světlem! (2010), Portál, ISBN 978-80-7367-770-1.
- Křížová cesta (2010), Karmelitánské nakladatelství, ISBN 978-80-7195-441-5.
- O dětech a výchově (2009), Portál, ISBN 978-80-7367-609-4 [6].
- Evangelium podle svatého lotra (2008), Portál, ISBN 978-80-7367-450-2.
- Růženec světla (2006), Karmelitánské nakladatelství, ISBN 80-7195-090-4.
- Setkání s Marií (2002), Karmelitánské nakladatelství, ISBN 80-7192-657-4 [7][8].
- Až do krajnosti: kněz mezi mladými na okraji společnosti,	(1994), Portál, ISBN 80-7178-008-1 [9]

### Slovenská vydání
v závorce uveden rok slovenského vydání
- Ruženec – modlitba pre mladých (2001) Lúč, ISBN 8071143294 [10].
- Krížová cesta, Pobožnosť pre mladých (2002) Lúč, v originály: Chemin de croix, preklad: Monika Javorková, ISBN 8071143626 [11].